# Îles de la Ligne
Pour les articles homonymes, voir Ligne.
Les îles de la Ligne, en anglais Line Islands, en gilbertin Aono Raina, sont un archipel de l'océan Pacifique partagé entre les Kiribati et les États-Unis. Sur les douze atolls, îles coralliennes et récifs, neuf appartiennent aux Kiribati et trois aux États-Unis. Trois atolls seulement sont habités de façon permanente, par 11 279 Gilbertins qui représentent 9,4% de la population des Kiribati (en 2020).

## Toponymie
Les îles de la Ligne sont appelées Line Islands en anglais, Aono Raina en gilbertin (Raina est la prononciation locale de l'anglais Line). En référence aux Sporades grecques, elles sont aussi appelées « Sporades équatoriales » dont on distingue parfois les « Sporades australes » au sud de l'équateur des « Sporades boréales » au nord de l'équateur.
Les îles peuvent aussi être découpées en trois ensembles appelés « îles de la Ligne du Sud », « îles de la Ligne du Nord » et « îles de la Ligne centrales », ce dernier groupe étant parfois inclus dans les îles de la Ligne du Sud.

## Géographie
Les îles de la Ligne sont situées dans le centre de l'océan Pacifique, en Polynésie, de part et d'autre de l'équateur. Elles sont entourées par l'archipel d'Hawaï (États-Unis) au nord, la Polynésie française (France) au sud-est et au sud, les îles Cook au sud-ouest ainsi que les Tokelau (Nouvelle-Zélande) et les îles Phœnix (Kiribati) à l'ouest.
Huit atolls, deux îles coralliennes et deux récifs composent cet archipel. L'île Christmas est l'un des atolls les plus vieux et les plus étendus au monde, dont le chef-lieu est London tandis que la plus grande ville des îles de la Ligne est Tabwakea sur le même atoll.
| Nom               | Pays       | Terres | Lagon | Population | Coordonnées           |
| ----------------- | ---------- | ------ | ----- | ---------- | --------------------- |
| Récif Kingman     | États-Unis | 0,03   | 60    | 0          | 6° 24′ N, 162° 24′ O  |
| Atoll Palmyra     | États-Unis | 6,56   | 15    | 0          | 5° 52′ N, 162° 06′ O  |
| Teraina           | Kiribati   | 14,2   | 2     | 1 718      | 4° 43′ N, 160° 24′ O  |
| Tabuaeran         | Kiribati   | 33,7   | 110   | 2 317      | 3° 52′ N, 159° 22′ O  |
| Île Christmas     | Kiribati   | 322    | 320   | 6 447      | 1° 53′ N, 157° 24′ O  |
| Île Jarvis        | États-Unis | 4,45   | 0     | 0          | 0° 22′ S, 160° 03′ O  |
| Malden            | Kiribati   | 39,3   | 13    | 0          | 4° 01′ S, 154° 59′ O  |
| Récif Filippo     | Kiribati   | 0      | 1,5   | 0          | 5° 30′ S, 151° 50′ O  |
| Starbuck          | Kiribati   | 21     | 25    | 0          | 5° 37′ S, 155° 56′ O  |
| Île du Millénaire | Kiribati   | 3,76   | 6,3   | 0          | 9° 57′ S, 150° 13′ O  |
| Vostok            | Kiribati   | 0,24   | 0     | 0          | 10° 06′ S, 152° 25′ O |
| Flint             | Kiribati   | 3      | 0     | 0          | 11° 26′ S, 151° 48′ O |
| Îles de la Ligne  |            | 514,74 | 542   | 8 809      | 0° 00′ N, 158° 00′ O  |

## Histoire
En 1888, les îles de la Ligne sont progressivement colonisées par le Royaume-Uni en vue d'établir une liaison télégraphique transocéanique, Fanning servant alors de station-relais du câble télégraphique. Cette liaison sous-marine fonctionne entre 1902 et 1963 hormis une courte période en 1914 quand les forces allemandes atterrirent à Fanning pour couper les câbles.
Le 31 décembre 1994 n'a pas existé sur les îles de la Ligne. En effet, ces îles utilisaient UTC-10 jusqu'à la fin de l'année 1994 et passèrent directement à UTC+14 en sautant le 31 décembre.

## Démographie
Sur les dix îles et atolls des îles de la Ligne, seuls trois sont habités pour une population totale de 8 809 habitants en 2005. L'île Christmas compte 5 115 habitants, 2 539 pour Tabuaeran et 1 155 pour Teraina. En 1900, la population totale de l'archipel ne dépassait pas 300 habitants.

### Référence
- (en) Cet article est partiellement ou en totalité issu de l’article de Wikipédia en anglais intitulé « Line Islands » (voir la liste des auteurs).